# Phil Heath

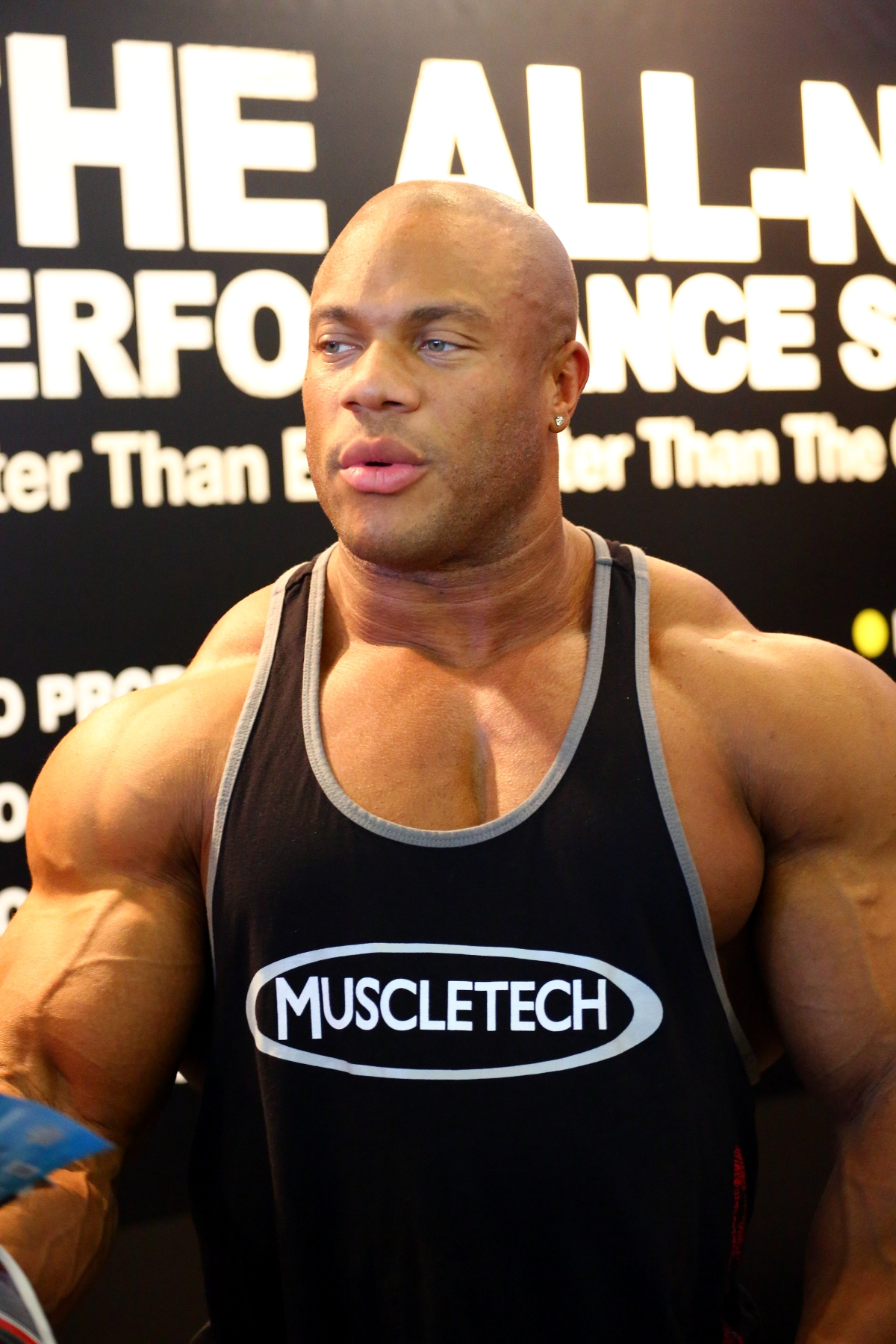
Phil Heath 2012.

Phillip "Phil" Jerrod Heath, född 18 december 1979, är en amerikansk professionell bodybuilder som vunnit Mr. Olympia sju gånger (2011, 2012, 2013, 2014, 2015, 2016 och 2017).

## Tävlingar
- 2003 Northern Colorado State, Novice, Lätt tungvikt & totalt, 1.
- 2003 National Physique Committee Colorado State, Lätt tungvikt, 1.
- 2004 NPC Colorado State, tungvikt & totalt, 1.
- 2005 NPC Junior Nationals, tungvikt & totalt, 1.
- 2005 NPC USA Championships, tungvikt & totalt, 1.
- 2006 Colorado Pro Championships, 1.
- 2006 New York Pro Championship, 1.
- 2007 Arnold Classic, 5.
- 2008 IFBB Iron Man, 1.
- 2008 Arnold Classic, 2.
- 2008 Mr. Olympia, 3.
- 2009 Mr. Olympia, 5.
- 2010 Arnold Classic, 2.
- 2010 Mr. Olympia, 2.
- 2011 Mr. Olympia, 1.
- 2011 Sheru Classic, 1.
- 2012 Mr. Olympia, 1.
- 2013 Mr. Olympia, 1.
- 2014 Mr. Olympia, 1.
- 2015 Mr. Olympia, 1.
- 2016 Mr. Olympia, 1.
- 2017 Mr. Olympia, 1.
- 2018 Mr. Olympia, 2.
- 2020 Mr. Olympia, 3.